# 戈朗库尔
戈朗库尔（法語：Golancourt，法語發音：[ɡɔlɑ̃kuʁ]）是法国瓦兹省的一个市镇，位于该省东北部，属于贡比涅区。

## 地理
戈朗库尔（49°42'21"N, 3°3'51"E）面积4.13 平方千米，位于法国上法蘭西大區瓦兹省，该省份为法国北部内陆省份，北起索姆省，西接厄尔省和滨海塞纳省，南至塞纳-马恩省和瓦兹河谷省，东临埃纳省。
与戈朗库尔接壤的市镇（或旧市镇、城区）包括：贝尔朗库尔、弗拉维勒梅尔德、勒普莱西帕特杜瓦、布鲁希、埃姆里阿隆、米耶-维莱特。

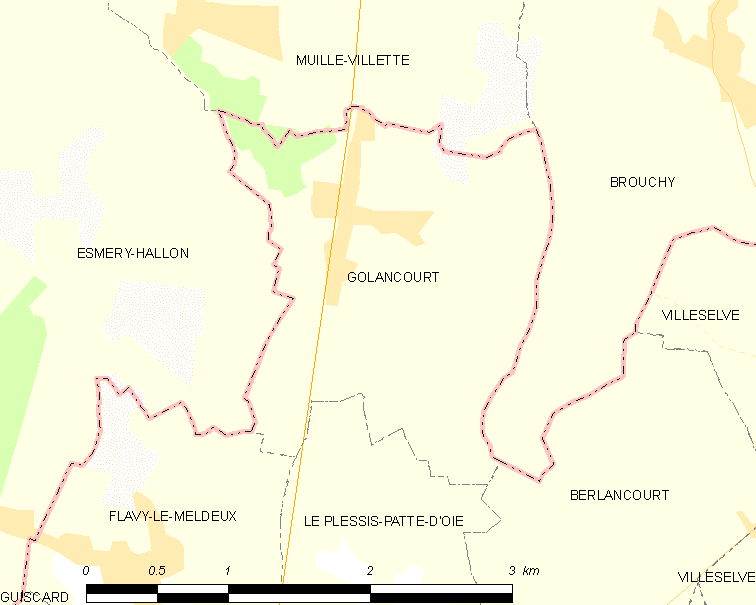
戈朗库尔的OSM定位图

戈朗库尔的时区为UTC+01:00、UTC+02:00（夏令时）。

## 行政
戈朗库尔的邮政编码为60640，INSEE市镇编码为60278。

## 政治
戈朗库尔所属的省级选区为努瓦永县。

## 人口

1962-2008年间戈朗库尔人口变化图示

戈朗库尔于2022年1月1日时的人口数量为407人。